# Lamar Stringfield
Lamar Edwin Stringfield (10 octobre 1897 - 21 janvier 1959) né  à Raleigh, en Caroline du Nord est un  compositeur, flûtiste, musicologue et chef d’orchestre américain.

## Biographie
Lamar Edwin Stringfield grandit dans une famille de musiciens,  il  étudie au  Mars Hill College, près d'Asheville, Caroline du Nord puis à l'Université de Wake Forest avant de rejoindre l'armée en 1916 où Il a servi dans le 105e régiment en France pendant la Première Guerre mondiale avec  Joseph DeNardo, un professeur de musique d’Asheville. Après  sa décharge, il est resté à Paris pour étudier la composition avec Nadia Boulanger. À  son retour, il entre à l’Institut  d’art musical de New York (aujourd’hui Juilliard School), il  étudie la flûte avec Georges Barrère, la composition et la théorie musicale.
Il est diplômé en 1924.
Flûtiste respecté et compositeur de musique pour flûte, Stringfield fut avec William Kincaid et Georges Barrère  membre fondateur du New York Flute club en 1920. Depuis plus de 90 ans, le club présente  des récitals avec les meilleurs flûtistes.
Fondateur et chef de deux orchestres, le Asheville Symphony (fondée en 1927) et le North Carolina Symphony à Chapel Hill (Caroline du Nord) (1932),, Stringfield  a aussi dirigé l’orchestre symphonique de  Charlotte et  de Knoxville  dans les années 1940, après celui du Radio City Music Hall. Comme  invité,  il a également été engagé par l'Orchestre symphonique national   (1932), la United States Navy Band en 1936,  le Miami Symphony, les orchestres du  New York Civic et Festival , en plus de nombreux autres orchestres régionaux.
Compositeur prolifique de partitions solo pour flûte  ainsi que de grandes compositions orchestrales, Stringfield a fondé une grande partie de sa musique sur des airs folkloriques, en particulier ceux des Appalaches. Il a reçu le prix Joseph Pulitzer pour sa suite symphonique Des montagnes du Sud (1928).
Il avait un intérêt profond pour la musique folklorique. Avec Bascom Lamar Lunsford, Springfield publie un recueil anthologique d'arrangements de chansons folkloriques des Appalaches (1929). Il est également intéressé par les mélodies populaires afro-américaines; en 1930, il a créé l'Institut de musique folklorique de l'Université de Caroline du Nord à Chapel Hill. Stringfield travaille  également en étroite collaboration avec  le lauréat du prix Pulitzer,  le dramaturge Paul Green sur la musique de cinq drames, parmi lesquels The Lost Colony; des airs folkloriques américains illustrent des textes en langue anglaise de l’époque élisabéthaine.
Considéré  en son temps comme l'un des meilleurs flûtistes des États-Unis, Springfield  était également facteur de flûte.
Il est mort le 21 janvier 1959, à Asheville,,.